# Egy kupac kufli
Az Egy kupac kufli 2017-es magyar televíziós 2D-s számítógépes animációs film, amelyet Dániel András meséje nyomán készítettek. A filmet az M2 is műsorára tűzte több részben. A mozikban 2017. augusztus 17-től vetítették.

## Ismertető
Fityirc, Pofánka, Bélabá, Hilda, Zödön, Titusz és Valé

## Epizódok
1. Egy kupac az elhagyatott réten
2. Sose együnk gombát reggelire!
3. A kuflik és a nagy eső
4. Az igazi fák sosem horkolnak
5. Szerintem mindenki legyen kufli!
6. Egy zacskó izé Titusznak
7. Jó éjszakát, kuflik!
8. A nagy felfordulás
9. A láthatatlan rét
10. Brumi óriás lesz
11. Ahol a jóbogyó terem
12. A kuflik és a mohamanyi
13. Gyűjtsél te is Fityircet!

## Folytatások
További 2 egészestés alkotássá összefűzött epizódok kerültek a mozikba az alábbi címeken:
- Mi újság, kuflik? (2019)
- A kuflik és az Akármi (2021)

## Néhány megjelenés
- Az INDEX ajánlója
- A 444.hu KRITIKÁJA a kuflikról
- Videóinterjú Dániel Andrással az nlcafe.hu oldalon